# 数学者の一覧
本項は数学者の一覧（すうがくしゃのいちらん）である。世界の著名な数学者を生年順に並べる。
過去の数学者については数学史において既に評価が定まった者を選んだ。
近現代の数学者については次の基準に基づいて選んだ。
1. 既に評価の定まった故人および年長者
  1. 没後20年を経た者
  2. 生誕90年を越えた者
2. フィールズ賞またはアーベル賞受賞者
3. その他、特別な理由で採録が適当と考えられる者

なお、日本の数学者の一覧、Category:数学者も参照。

## 初期の有名な数学者

### 古代ギリシア・ローマの有名な数学者
- タレス（紀元前624年 - 紀元前546年頃、古代ギリシアの哲学者）: ターレスの定理(円周角)[1]
- ピタゴラス（紀元前582年 - 紀元前496年、ギリシャ）: ピタゴラスの定理、無理数の存在性、ピタゴラス音律[2]
- エウクレイデス（紀元前365年? - 紀元前275年?、アレクサンドリア）: 別名ユークリッド 幾何学原論、素数の一意性[3]
- アルキメデス（紀元前287年 - 紀元前212年、シチリア）: 求積法、極限操作、アルキメデスの原理[4]
- エラトステネス（紀元前275年 - 紀元前194年、ヘレニズム時代のエジプトで活躍したギリシャ人）: エラトステネスの篩

### 4世紀生まれの有名な数学者
- ヒュパティア（370頃-415、ギリシア）：数学の教育や著述をした人として知られる最初の女性[5]

### 5世紀生まれの有名な数学者
- アールヤバタ（476 - 550-、インド）：代数学、無限小、微分方程式、線型方程式の解[6]

### 6世紀生まれの有名な数学者
- ブラーマグプタ（598-668、インド）：0と他の整数との加減乗除、ブラーマグプタの公式、ブラーマグプタの二平方恒等式[7]

### 8世紀生まれの有名な数学者
- フワーリズミー（780-850、イラク）：最古の代数学書を著述、インドの記数法を紹介[8]

### 11世紀生まれの有名な数学者
- ウマル・ハイヤーム（1048-1131、イラン）：3次方程式の解法、二項展開の発見[9]

### 12世紀生まれの有名な数学者
- バースカラ2世（1114-1185、インド）：2次方程式、3次方程式、4次方程式の解法、解析学
- レオナルド・フィボナッチ（1179年頃-1250年頃、イタリア）：フィボナッチ数列[10]

### 14世紀生まれの有名な数学者
- マーダヴァ（1340-1425、インド）：無限級数の展開、ケーララ学派の創始者

### 15世紀生まれの有名な数学者
- ルカ・パチョーリ（1445-1517、イタリア）：「会計の父」

### 16世紀生まれの有名な数学者
- ジェロラモ・カルダーノ（1501-1578、イタリア）： 3次方程式の解法、虚数概念の導入
- ルドヴィコ・フェラーリ（1522-1565、イタリア）：4次方程式の解法
- クリストファー・クラヴィウス（1538-1612、ドイツ／イタリア）：グレゴリオ暦の編纂
- ジョン・ネイピア（1550-1617、スコットランド）：対数の発見
- パウル・ギュルダン（1577-1643、スイス／オーストリア）：パップス＝ギュルダンの定理
- マラン・メルセンヌ（1588-1648、フランス）：ヨーロッパ中の学者たちとの交流、メルセンヌ数
- ジラール・デザルグ（1591-1661、フランス）：射影幾何学の基礎、デザルグの定理
- ルネ・デカルト（1596-1650、フランス）：デカルト座標系、解析幾何学の祖

## 17世紀生まれの有名な数学者
- ピエール・ド・フェルマー（1607?-1665、フランス）：フェルマーの小定理、フェルマーの最終定理
- ブレーズ・パスカル（1623-1662、フランス）：パスカルの定理、確率論の創始
- アイザック・ニュートン（1642-1727、イギリス）：二項定理、微分積分学
- 関孝和（1642-1708、日本）：和算家、行列式、ベルヌーイ数の発見
- ゴットフリート・ライプニッツ（1646-1716、ドイツ）：微分積分学、行列式、形式言語
- ヤコブ・ベルヌーイ（1654-1705、スイス）：ベルヌーイ数
- アブラーム・ド・モアブル（1667-1754、フランス）：ド・モアブルの定理
- ヨハン・ベルヌーイ（1667-1748、スイス）：ヤコブ・ベルヌーイの弟、カテナリー曲線
- ブルック・テイラー (1685-1731、イギリス): テイラー展開
- コリン・マクローリン (1698-1746、スコットランド): マクローリン展開
- ダニエル・ベルヌーイ(1700-1782、スイス):ヨハン・ベルヌーイの子、ベルヌーイの定理

## 18世紀生まれの有名な数学者
- レオンハルト・オイラー（1707-1783、スイス／ロシア）：解析学、整数論、多面体定理
- ジャン・ル・ロン・ダランベール（1717-1783、フランス）：百科全書
- ジョゼフ＝ルイ・ラグランジュ（1736-1813、イタリア／フランス）：解析力学、群論の先駆
- ガスパール・モンジュ（1746-1818、フランス）：画法幾何学
- ピエール＝シモン・ラプラス（1749-1827、フランス）：ラプラス変換
- アドリアン＝マリ・ルジャンドル（1752-1833、フランス）：数論、代数学、解析学
- ジョゼフ・フーリエ（1768-1830、フランス）：フーリエ級数
- ボヤイ・ファルカシュ（1775-1858、ハンガリー）：ボーヤイ・ヤーノシュの父
- ソフィー・ジェルマン（1776-1831、フランス）：弾性理論、ソフィー・ジェルマン素数
- カール・フリードリヒ・ガウス（1777-1855、ドイツ）：代数学の基本定理、整数論、解析学
- シメオン・ドニ・ポアソン（1781-1840、フランス）：ポアソン分布
- ジャン＝ヴィクトル・ポンスレ（1788-1867、フランス）：射影幾何学
- オーギュスタン＝ルイ・コーシー（1789-1857、フランス）：解析学、コーシーの積分定理
- ニコライ・イワノビッチ・ロバチェフスキー（1792-1856、ロシア）：非ユークリッド幾何学

## 19世紀生まれの有名な数学者

### 1801年 - 1810年生まれの有名な数学者
- ニールス・アーベル（1802-1829、ノルウェー）：5次方程式の非可解性、楕円関数
- ボヤイ・ヤーノシュ（1802-1860、ハンガリー）：非ユークリッド幾何学
- カール・グスタフ・ヤコブ・ヤコビ（1804-1851、ドイツ）：楕円関数、関数行列
- ペーター・グスタフ・ディリクレ（1805-1859、ドイツ）：現代的形式の関数の定義
- ウィリアム・ローワン・ハミルトン（1805-1865、アイルランド／イギリス）：解析力学、四元数
- オーガスタス・ド・モルガン（1806-1871、イギリス）：ド・モルガンの法則
- ジョゼフ・リウヴィル（1809-1882、フランス）：リウヴィル数、リウヴィルの定理
- ヘルマン・グラスマン（1809-1877、ドイツ）：グラスマン代数
- エルンスト・クンマー（1810-1893、ドイツ）：理想数

### 1811年 - 1820年生まれの有名な数学者
- エヴァリスト・ガロア（1811-1832、フランス）：ガロア理論
- ジョージ・ブール（1815-1864、イギリス）：ブール代数
- カール・ワイエルシュトラス（1815-1897、ドイツ）：楕円関数論、複素解析
- ジョージ・ガブリエル・ストークス（1819-1903、アイルランド）：ストークスの定理

### 1821年 - 1830年生まれの有名な数学者
- シャルル・エルミート（1822-1901、フランス）：エルミート行列、エルミート多項式
- レオポルト・クロネッカー（1823-1891、ドイツ）：クロネッカーの青春の夢
- フェルディナント・アイゼンシュタイン（1823-1852、ドイツ）:アイゼンシュタイン整数
- ベルンハルト・リーマン（1826-1866、ドイツ）：リーマン積分、リーマン幾何学、リーマン予想

### 1831年 - 1840年生まれの有名な数学者
- リヒャルト・デーデキント（1831-1916、ドイツ）：デデキント切断
- ルートヴィヒ・シロー（1832-1918、ノルウェー): シローの定理

### 1841年 - 1850年生まれの有名な数学者
- ソフス・リー（1842-1899、ノルウェー）：リー群
- ゲオルク・カントール（1845-1918、ドイツ）：集合論
- フェリックス・クライン（1849-1925、ドイツ）：エルランゲン・プログラム
- ソフィア・コワレフスカヤ（1850-1891、ロシア）：女性大學教授、剛体の回転

### 1851年 - 1860年生まれの有名な数学者
- フェルディナント・フォン・リンデマン（1852-1939、ドイツ）：円周率が超越数であることの証明
- アンリ・ポアンカレ（1854-1912、フランス）：位相幾何学、ポアンカレ予想
- ジュゼッペ・ペアノ（1858-1932、イタリア）：ペアノの公理

### 1861年 - 1870年生まれの有名な数学者
- アルフレッド・ノース・ホワイトヘッド（1861-1947、イギリス）：数学者・哲学者、『数学原理』
- ダフィット・ヒルベルト（1862-1943、ドイツ）：ヒルベルトの23の問題
- ポール・パンルヴェ（1863-1933、フランス）：パンルヴェ方程式
- ジョン・チャールズ・フィールズ（1863-1932、カナダ）：フィールズ賞創設の提唱と準備
- ヘルマン・ミンコフスキー（1864-1909、ドイツ）：ミンコフスキー空間
- ジャック・アダマール（1865-1963、フランス）：アダマール行列
- エリ・カルタン（1869-1951、フランス）：リー群、微分幾何学
- フェリックス・ハウスドルフ（1869-1942、ドイツ）：ハウスドルフ空間

### 1871年 - 1880年生まれの有名な数学者
- バートランド・ラッセル（1872-1970、イギリス）論理学者・数学者、『数学原理』
- アンリ・ルベーグ（1875-1941、フランス）：ルベーグ積分
- 高木貞治（1875-1960、日本）：類体論
- エトムント・ランダウ（1877-1938、ドイツ）：解析的整数論、ランダウの記号
- ゴッドフレイ・ハロルド・ハーディ（1877-1947、イギリス）：解析的整数論、ラマヌジャン「発見」
- モーリス・ルネ・フレシェ　（1878-1973、フランス）：距離空間

### 1881年 - 1890年生まれの有名な数学者
- ライツェン・エヒベルトゥス・ヤン・ブラウワー（1881-1966、オランダ）：排中律の否定
- エミー・ネーター (1882–1935)：抽象代数学
- 掛谷宗一（1886-1947、日本）：連立積分方程式
- シュリニヴァーサ・ラマヌジャン（1887-1920、インド）：「インドの魔術師」
- ニコラ・ブルバキ（1886-  ）：架空の数学者（フランスの数学集団の筆名）

### 1891年 - 1900年生まれの有名な数学者
- ステファン・バナフ（1892-1945、ポーランド）：バナッハ空間
- エミール・アルティン (1898-1962) ：代数的整数論
- オスカー・ザリスキ (1899-1986) ：ザリスキー位相

## 20世紀生まれの有名な数学者

### 1901年 - 1910年生まれの有名な数学者
- アルフレト・タルスキ（1901-1983、ポーランド／アメリカ）：数学基礎論、論理学
- 岡潔（1901-1976、日本）：多変数複素関数論
- 正田建次郎（1902-1977、日本）：抽象代数学
- アンドレイ・コルモゴロフ（1903-1987、ロシア）：公理主義的確率論
- ジョン・フォン・ノイマン（1903-1957、ハンガリー）：数学基礎論、ゲーム理論
- アンリ・カルタン（1904-2008、フランス）：多変数複素関数論（岡潔の仕事の整理）
- クルト・ゲーデル（1906-1978、オーストリア／アメリカ）：不完全性定理
- アンドレ・ヴェイユ（1906-1998、フランス）：代数幾何学、ヴェイユ予想
- ソーンダース・マックレーン (1909-2005、アメリカ): 圏論の創始
- 吉田耕作（1909-1990、日本）：関数解析学

### 1911年 - 1920年生まれの有名な数学者
- アラン・チューリング（1912-1954、イギリス）：停止性問題.チューリングマシーン.エニグマの暗号解読（英語版）.ACE (コンピュータ).チューリング賞.チューリング・テスト.チューリング・パターン
- サミュエル・アイレンベルグ (1913-1998、ポーランド): 圏論の創始
- ローラン・シュヴァルツ（1915-2002、フランス）：シュワルツ超関数
- 伊藤清（1915-2008、日本）：確率微分方程式
- 小平邦彦（1915-1997、日本）：2次元代数多様体の分類など
- クロード・シャノン（1916-2001、アメリカ）：情報理論
- 岩澤健吉（1917-1998、日本）：岩澤理論
- アトル・セルバーク（1917-2007、ノルウェー）：解析的整数論

### 1921年 - 1930年生まれの有名な数学者
- ルネ・トム（1923-2002、フランス）：微分位相幾何学、カタストロフィー理論、分岐 (力学系)
- イサドール・シンガー（1924-2021、アメリカ）：アティヤ＝シンガーの指数定理
- ルイス・ニーレンバーグ（1925-2020、カナダ／アメリカ）：偏微分方程式
- ジョン・テイト（1925-2019、アメリカ） ：整数論
- ピーター・ラックス（1926- 、ハンガリー）：偏微分方程式
- ジャン＝ピエール・セール（1926- 、フランス）：代数幾何学
- 谷山豊（1927-1958、日本）: 谷山・志村予想
- アレクサンドル・グロタンディーク（1928-2014、フランス）：スキーム (代数幾何学)
- レンナルト・カルレソン（1928- 、スウェーデン）：調和解析
- ジョン・ナッシュ（1928-2015、アメリカ）：微分幾何学
- マイケル・アティヤ（1929-2019、イギリス）：アティヤ＝シンガーの指数定理
- ヒレル・ファステンバーグ（1929- 、イスラエル／アメリカ）：確率論、エルゴード理論、群論、数論、組み合わせ論
- 志村五郎（1930-2019 、日本）: 谷山・志村予想
- スティーヴン・スメイル（1930- 、アメリカ）：微分位相幾何学、力学系 など
- ジャック・ティッツ（1930- 、フランス）：群論

### 1931年 - 1940年生まれの有名な数学者
- ジョン・ウィラード・ミルナー（1931- 、アメリカ）：微分幾何学
- 広中平祐（1931- 、日本）：代数幾何学
- ジョン・G・トンプソン（1932- 、アメリカ）：群論
- ヤコフ・シナイ（1935- 、ロシア／アメリカ）：力学系、エルゴード理論、数理物理学
- ロバート・ラングランズ（1936- 、カナダ／アメリカ）：表現論、数論
- バリー・メイザー（1937-、アメリカ）: ジョルダン曲線定理(ウェブレン賞) モジュラー曲線,エイゼンシュテインイデアル(コール賞)
- イヴ・メイエ（1938-、フランス）:ウェーブレット理論
- S. R. シュリニヴァーサ・ヴァラダン（1940- 、インド）：確率論
- エンリコ・ボンビエリ（1940- 、イタリア）：数論、解析学

### 1941年 - 1950年生まれの有名な数学者
- エンドレ・セメレディ（1940- 、ハンガリー／アメリカ）：離散数学、理論計算機科学、加法的整数論、エルゴード理論
- デニス・サリヴァン（1941- 、アメリカ）：位相幾何学、力学系
- キャレン・アーレンベック（1942- 、アメリカ）：幾何学的偏微分方程式、ゲージ理論、可積分系
- ミハイル・グロモフ（1943- 、ロシア／フランス）：現代幾何学
- ピエール・ルネ・ドリーニュ（1944- 、ベルギー）：代数幾何学、ヴェイユ予想の解決
- グレゴリー・マルグリス（1946- 、ロシア／アメリカ）：エルゴード理論、群論、数論、組み合わせ論、表現論
- ウィリアム・サーストン (1946-2012、アメリカ): 幾何化予想
- アラン・コンヌ（1947- 、フランス）：非可換幾何
- ラースロー・ロヴァース（1948- 、ハンガリー／アメリカ）：理論計算機科学、離散数学
- 丘成桐（1949- 、香港／アメリカ）：微分幾何
- チャールズ・フェファーマン（1949- 、アメリカ）：多変数複素解析

### 1951年 - 1960年生まれの有名な数学者
- 森重文（1951- 、日本）：代数幾何学「極小モデル」
- アンドリュー・ワイルズ（1953- 、イギリス）：「フェルマーの最終定理」の証明
- ゲルト・ファルティングス（1954- 、ドイツ）：数論幾何学
- アヴィ・ヴィグダーソン（1956- 、イスラエル）：理論計算機科学、離散数学
- リチャード・ボーチャーズ（1959- 、イギリス）

### 1961年 - 1970年生まれの有名な数学者
- グリゴリー・ペレルマン（1966- 、ロシア）:「 ポアンカレ予想」の証明
- ローラン・ラフォルグ（1966- 、フランス）
- ウェンデリン・ウェルナー（1968- 、フランス）
- 望月新一 (1969- 、日本)  ：宇宙際タイヒミュラー理論　en:Inter-universal Teichmüller theory（英語版）
- アンドレイ・オクンコフ(1969- 、ロシア／アメリカ)  ：

### 1971年 - 1980年生まれの有名な数学者
- エロン・リンデンシュトラウス（1970年8月1日 - 、イスラエル）: リトルウッド予想の解決、数論的双曲曲面についての量子エルゴード予想の解決、無限次元幾何学、力学系、サレム賞、ヨーロッパ数学会賞、フィールズ賞受賞
- スタニスラフ・スミルノフ（1970年9月3日 -、ロシア）: サンクトペテルブルク数学会賞、クレイ研究賞、サレム賞(オデッド・シュラムとの共同受賞)、ゴラン・グスタファソン賞、ローロ・デイビッドソン賞、ヨーロッパ数学会賞、フィールズ賞(パーコレーションの共形不変性の証明と統計物理学における平面イジング模型に関する功績)
- ゴ・バオ・チャウ（1972年6月28日 - 、ベトナム／フランス）: ラングランズ・プログラムの基本補題の証明、フィールズ賞受賞
- セドリック・ヴィラニ（1973-、フランス）: フィールズ賞受賞(ボルツマン方程式とランダウ減衰に関する研究)
- マンジュル・バルガヴァ（1974-、 カナダ／アメリカ）:
- テレンス・タオ（1975-、オーストラリア／アメリカ）: 偏微分方程式，組み合せ論，調和解析，加法的整数論に関する研究
- マルティン・ハイラー（1975-、オーストリア／イギリス）:
- マリアム・ミルザハニ（1977-2017年、イラン）:
- コーチェル・ビルカー（1978-、イラン／イギリス）:
- アルトゥル・アビラ（1979-、ブラジル／フランス）:
- アクシェイ・ヴェンカテシュ（1981-、オーストラリア）:
- 許埈珥（1983-、韓国／アメリカ）:
- アレッシオ・フィガリ（1984-、イタリア）:
- マリナ・ヴィヤゾフスカ（1984-、ウクライナ）:
- ユーゴー・デュミニル＝コパン（1985-、フランス）:
- ジェームズ・メイナード（1987-、イギリス）:
- ピーター・ショルツ（1988-、ドイツ）: